# Gorodtsovcultuur
De Gorodtsovcultuur of Kostjonki-Gorodtsovcultuur was een archeologische cultuur van het laatpaleolithicum in Oost-Slobozjansjtsjina (Don-regio), waar ze volgde op de Streletskicultuur. Ze werd voor het eerst beschreven in 1970 door Gennadi Grigorjev.
De belangrijkste sites in het gebied Kostjonki-Borsjtsjovo (nabij Voronezj) zijn Kostjonki 15 (Gorodtsov-site, vernoemd naar Vasili Gorodtsov), Kostjonki 12/I (Volkovskaja), Kostjonki 14/II (Markina Gora), en Kostjonki 16 (Oegljanskaja). Buiten het Kostjonki-Borsjtjevo-gebied werd de Gorodtsovcultuur aangetoond op de Mira-1-site nabij Zaporozje in het Midden-Dnjepr-bekken (~ 27.000 BP) en de Talitsk-site in het stroomgebied van de Tsjoesovaja (18.700 ± 200 BP).
De cultuur kenmerkte zich door speerpunten met inkepingen aan de zijkant, gerugde klingen, relatief weinig stekers, boren, bladvormige klingen en Moustériaanse meersnijdende schrabbers van verschillende typen. De cultuurlagen bevinden zich in de regel boven een vulkanische aslaag van de Campi Flegrei-uitbarsting van 40.000 BP. Er zijn geen werktuigen met tweezijdige bewerking. Een groot deel van de werktuigen zijn gebaseerd op Levallois-afslagen. Afslagen met stompe randen zijn volledig afwezig. Op de Markina Gora-site werden veel benen gereedschappen gevonden (peddelvormige spatels, benen naalden met een geboord oog, enz.) en typische punten van het Moustérientype.
In de cultuurlaag van de Gorodtsov-site werden zowel in een graf als in de directe omgeving ervan hangers gemaakt van poolvossentanden gevonden. Er waren ruim 150 exemplaren op de hoofdtooi genaaid.
Voor het ontstaan van de Gorodtsovcultuur wordt een migratie vanuit het zuiden als waarschijnlijk beschouwd, uit een regio met een vergelijkbare industrie van gereedschappen (de Ilski-site in de kraj Krasnodar).
Op de Kostjonki-15-site werd een jongen van 6 tot 7 jaar oud gevonden, zittend begraven in een ovale put op een kunstmatige zetel gemaakt van twee soorten klei. In de structuur van de bovenste snijtanden en onderste kiezen werden een aantal tegenstrijdige kenmerken geïdentificeerd, die wijzen op de aanwezigheid in de Gorodtsovcultuur van zowel een westelijke component, gekenmerkt door de aanwezigheid van onderste eerste kiezen met vier punten, als een oostelijke component, gekenmerkt door de spatelvormige bovenste laterale snijtanden, het odontoglyfisch patroon van de eerste onderste kiezen en de structuur van de primaire onderste tweede kiezen. De odontometrische kenmerken plaatsen het tussen de serie uit Pavlov (Tsjechië), die verschilt van andere Gravettien-vondsten, Malta-2 van de Malta-site in de Baikal-regio, en vondsten uit de Franse vindplaatsen Cap Blanc en la Balauzière. De gelijkenis van de individuen Kostjonki-15 en Malta-2 wordt niet alleen waargenomen in de grootte van de permanente tanden, maar ook in de diameters van de primaire tweede kiezen, in de structuur waarvan een distale trigonidische rand werd geïdentificeerd die kenmerkend is voor oostelijke volkeren, wat de mogelijkheid van een Paleo-Aziatische component bij de dragers van de Kostjonki-Gorodtsovcultuur aangeeft.